# Cruet (Savoie)
Cruet település Franciaországban, Savoie megyében. Lakosainak száma 1042 fő (2022. január 1.). Cruet Arbin, Coise-Saint-Jean-Pied-Gauthier, Montmélian, Planaise, Saint-Jean-de-la-Porte és La Thuile községekkel határos.

## Népesség
A település népességének változása:
| Lakosok száma | 1023 | 1015 | 1064 | 1038 | 1040 | 1041 | 1045 | 1044 | 1042 |
|               | 2013 | 2015 | 2016 | 2017 | 2018 | 2019 | 2020 | 2021 | 2022 |